# 티치아노 베첼리오
티치아노 베첼리오(이탈리아어: Tiziano Vecellio, 1488-90년경 ~ 1576년)는 북이탈리아 피에베 디 카도레에서 출생한 이탈리아의 전성기 르네상스 시대에 활약했던 화가이다.
그의 창작 시기는 베네치아 공화국 회화의 황금기와 맞아 떨어졌다. 그 당시 베네치아는 경제적, 문화적 전성기를 구가하고 있었다. 티치아노는 9살이 되었을 때 베네치아로 가서 젠틸레 벨리니와 조반니 벨리니 형제에게 사사했다. 1513년 그는 산 사물엘레에 자신의 작업장을 열었고, 유럽 전역에서 찬양을 받는 화가로 발전했다. 1515년경에는 명백한 베네치아 화파의 거장이 되어 지식인들의 찬사를 들었고 소장가들의 찬미를 받았으며 귀족이나 궁정의 부름을 더 많이 받게 되었다. 1520년대에 그의 명성이 퍼져나가기 시작하면서 베네치아에서 주로 의뢰를 받는 것 외에도 , 피에트로 아레티노를 사실상의 ‘대행인’삼아 유럽에서 가장 각광받는 초상화가로서 입지를 세웠다. 1533년 그는 신성 로마 제국 황제였던 카를 5세로부터 귀족 작위를 받고 그의 궁정 화가로 임명되었다. 1545년 티치아노는 교황 바오로 3세의 초청을 받아서 로마를 방문했다. 그곳에서 그는 미켈란젤로를 만났다. 1548년과 1550년 티치아노는 카를 5세와 그의 아들 펠리페 2세를 따라서 제국 의회가 있는 아우크스부르크에 갔다. 상당히 고령이었던 티치아노가 1576년 페스트로 죽었을 때 그는, 베네치아 역사상 가장 성공적인 화가였다.
동시대 사람들로부터 '별 가운데 있는 태양'이라고 불렸던 티치아노는 646점의 작품을 제작해 그가 살던 시대에 다양한 면모를 보여준, 아주 생산적인 화가 중의 한 사람이었다. 그는 초상화, 풍경화, 신화적 소재를 다루고 종교적 주제를 담은 작품들을 제작했다. <성스런 사랑과 세속의 사랑>, <성모 승천>, <바쿠스의 축제>,〈우르비노의 비너스〉등이 가장 잘 알려진 작품들이었다. 그의 작품의 특징을 이루는 것은 분명하게 드러나는 색채주의며, 그는 일생 동안 그런 특징을 유지했다. 기나긴 생애의 마지막 무렵 그는 극적인 양식의 단절을 완수했고, 그것은 이미 바로크적 특성을 향해 있었다.
살아 있는 동안에도 티치아노의 작품은 모든 중요한 수집품, 예를 들면 바티칸 미술 소장품에 포함되어 있었다. 대귀족, 데스테 가문, 곤차가 가문, 파르네세 가문, 합스부르크 가문과 같은 지배자 귀족 가문들도 자신들의 소장품을 위해서 수 많은 작품을 사들였다. 티치아노의 작품은 그가 살아 있던 동안에도 판화와 복사본의 형태로 수용되었다. 랑베르 수스트리스(Lambert Sustris)나 자코포 틴토레토(Jacopo Tintoretto)와 같이 16세기의 명망있던 화가들은 그를 모범으로 삼았다. 그의 화법과 특히 그의 색채 처리는 그의 동시대 화가들만이 아니라 후세대의 화가들에게도 강력한 영향을 미쳤다. 그에게서 영향을 받은 화가들의 범위는 페터 파울 루벤스에서부터 시작해서 앙투안 와토를 거쳐 외젠 들라크루아까지 이어졌다.

## 주요 작품

Woman with a Mirror
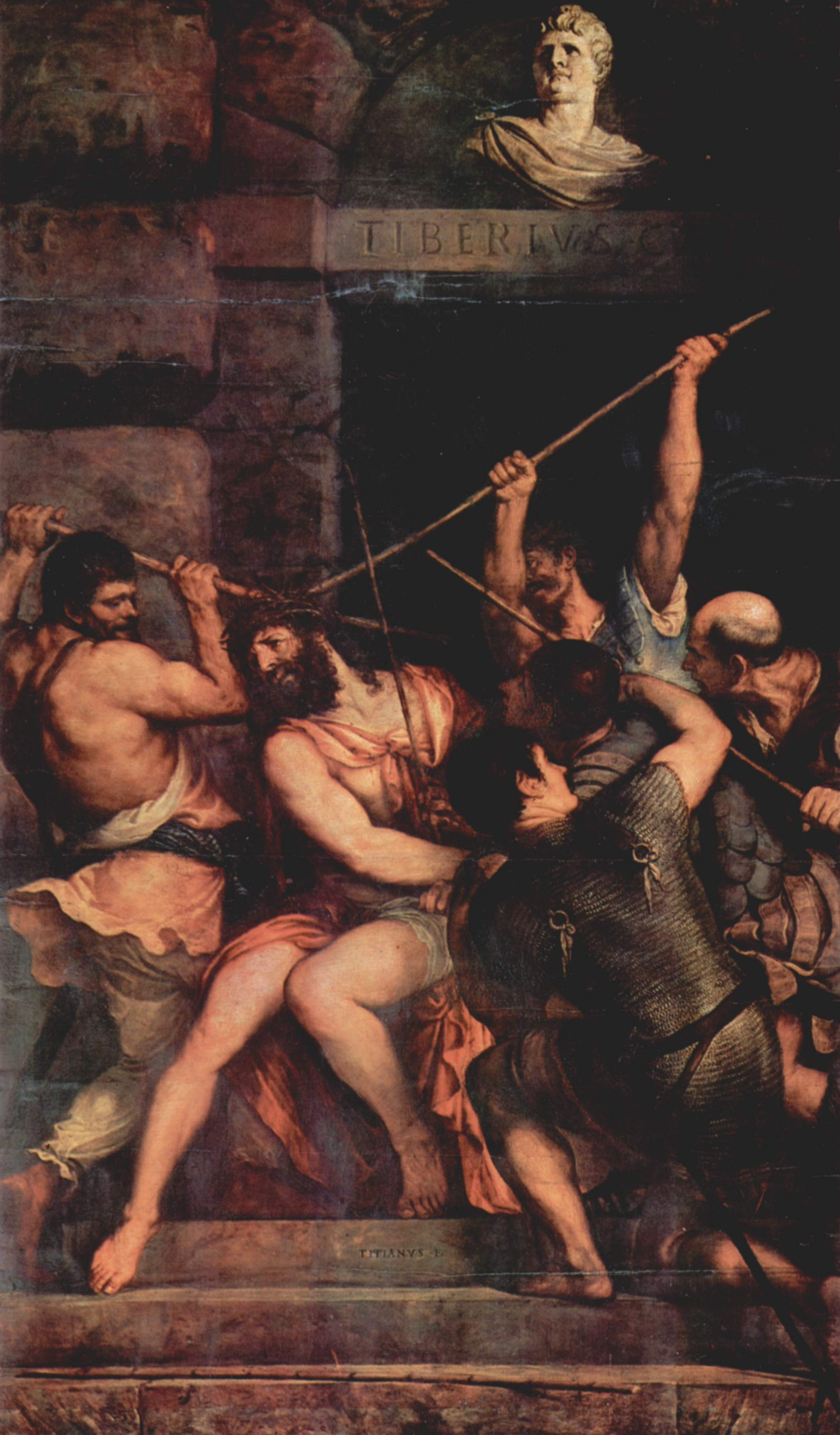
The Crowning with Thorns
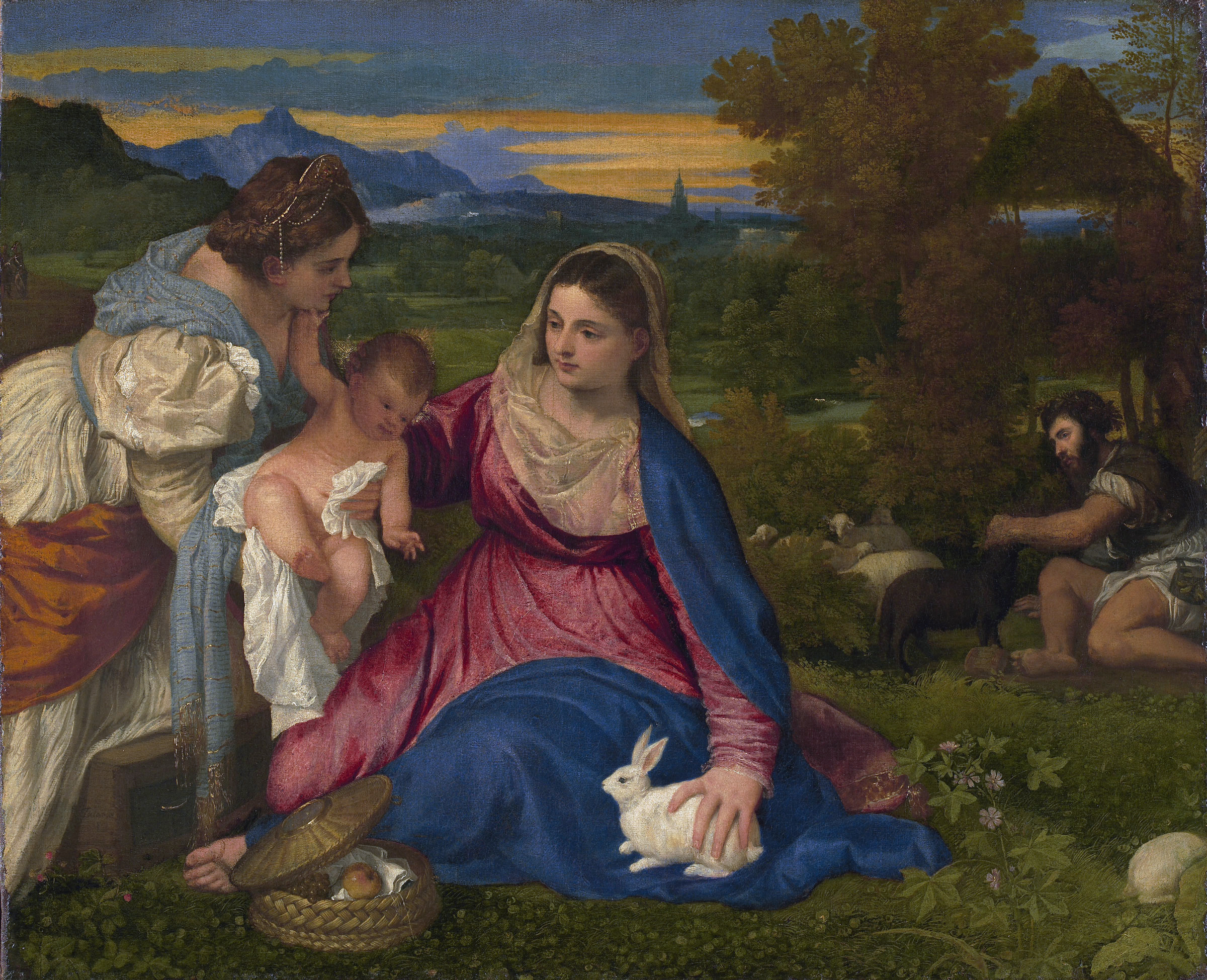
The Madonna of the Rabbit
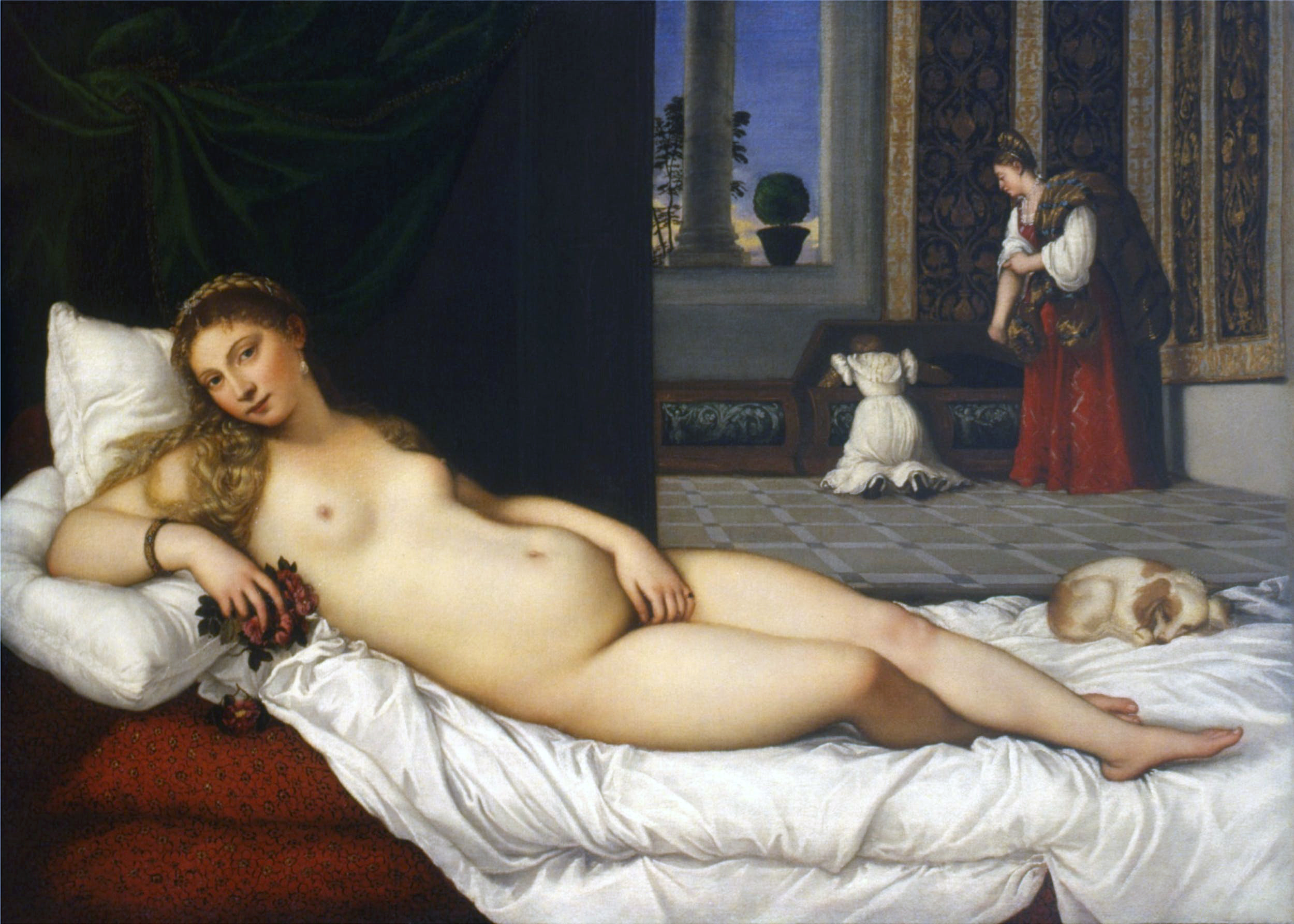
Venus of Urbino
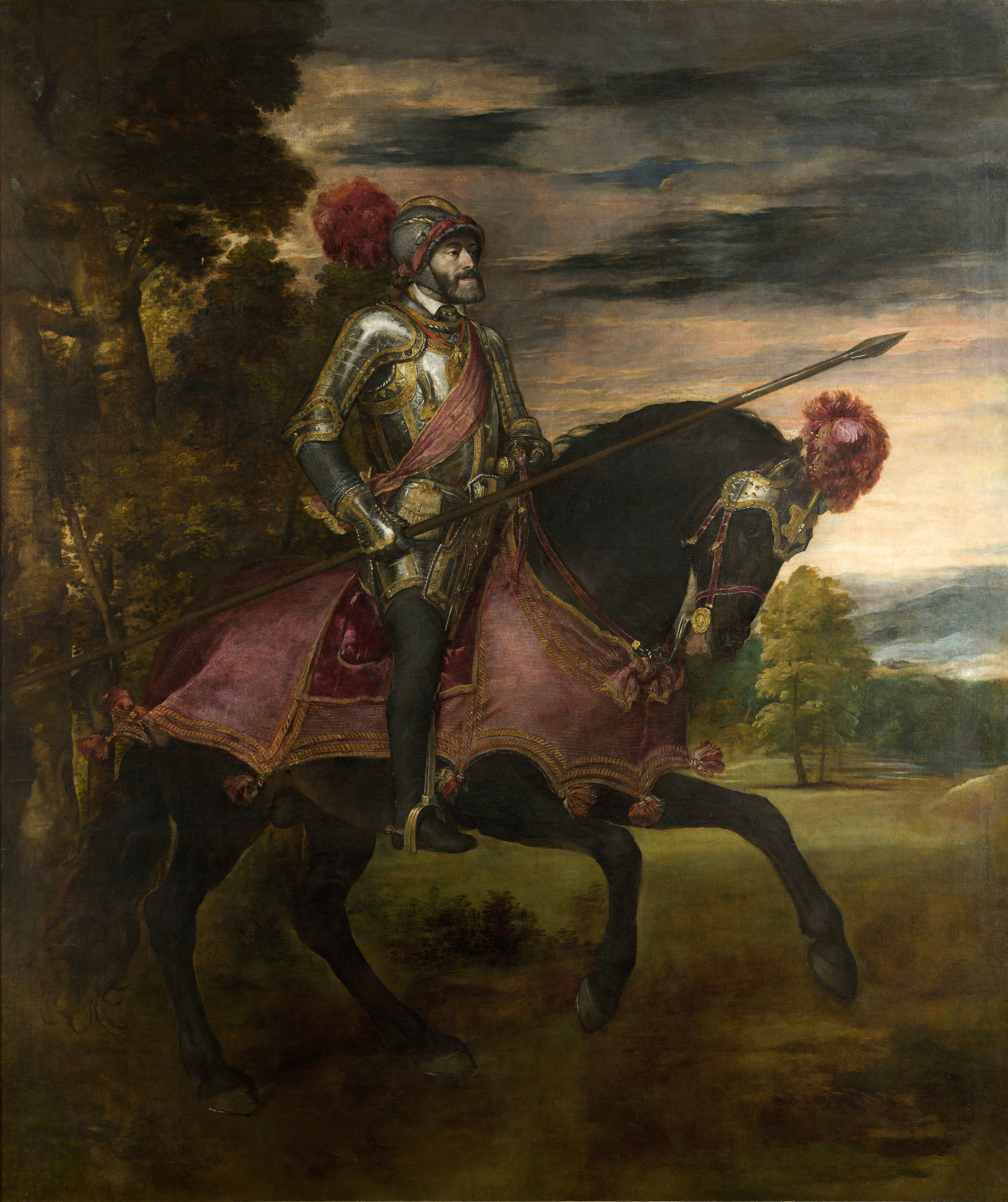
Equestrian Portrait of Charles V
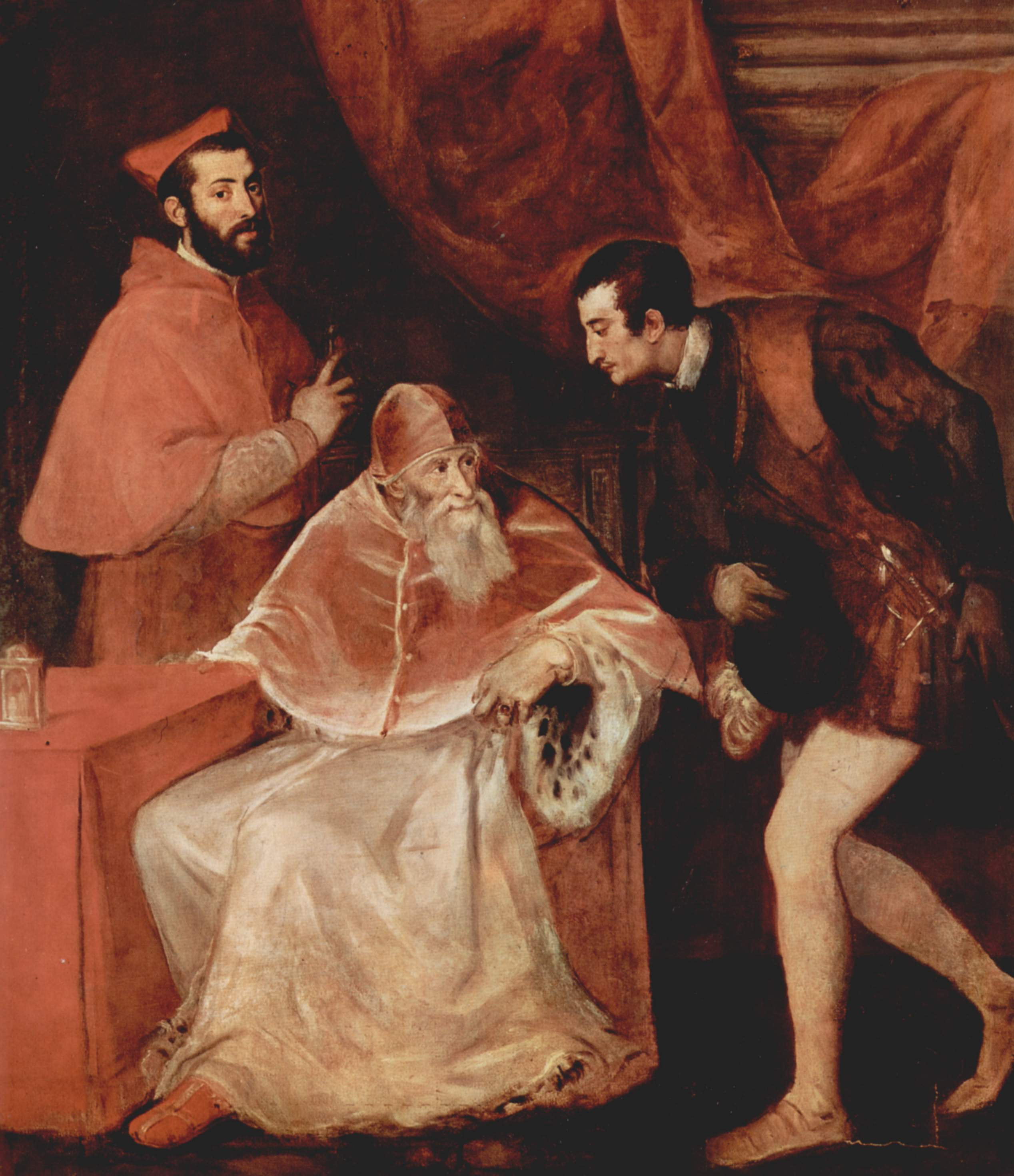
Pope Paul III and his Grandsons
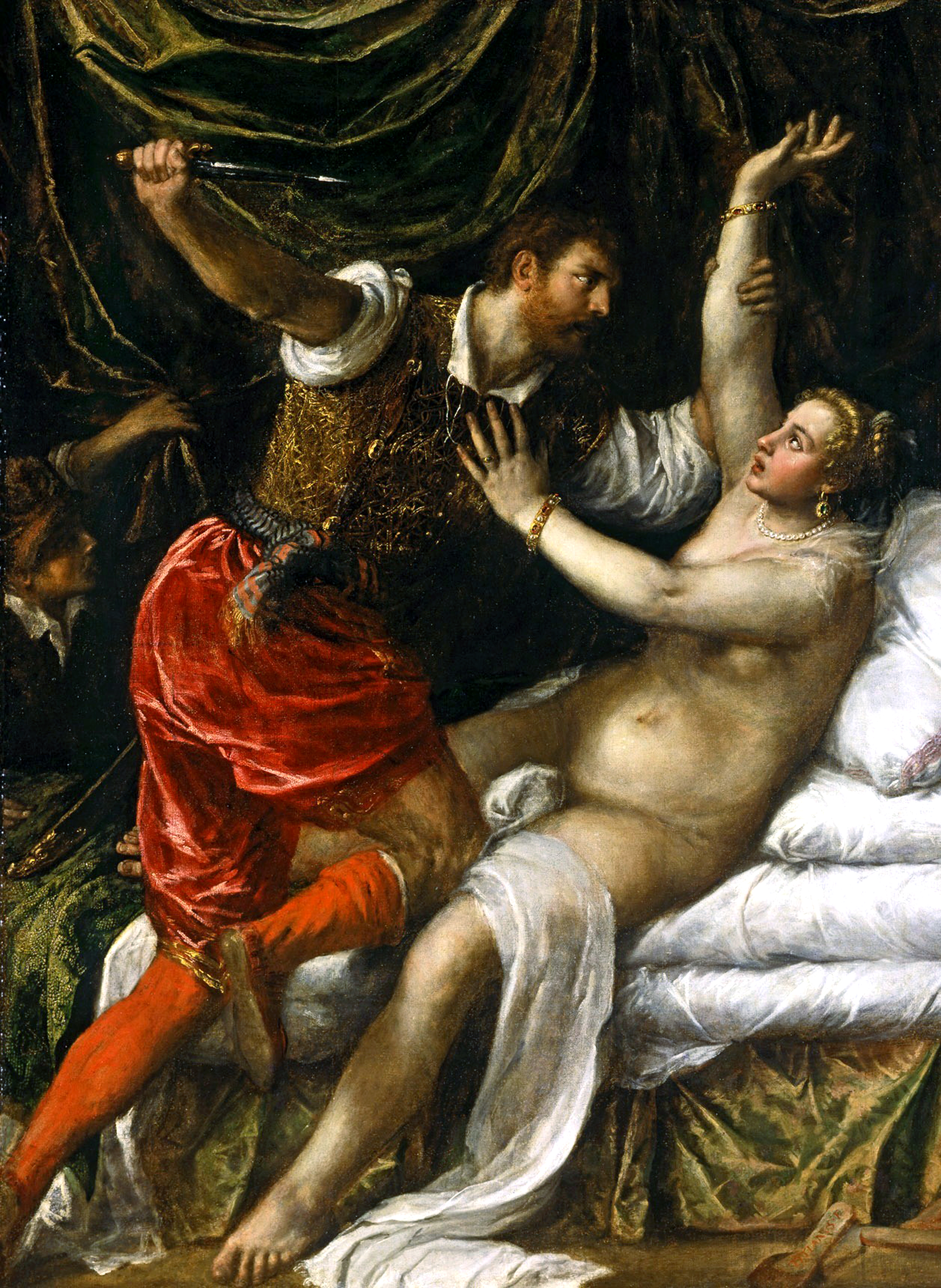
Tarquin and Lucretia